# Maison de la famille Perlić
La maison de la famille Perlić (en serbe cyrillique : Кућа породице Перлић ; en serbe latin : Kuća porodice Perlić) est située à Dudovica, en Serbie, dans la municipalité de Lazarevac et sur le territoire de la ville de Belgrade. Construite au milieu des années 1800, elle est inscrite sur la liste des monuments culturels protégés de la république de Serbie et sur la liste des biens culturels de la ville de Belgrade.

## Présentation
La maison de la famille Perlić a été construite au milieu des années 1800, à 500 mètres de son emplacement actuel où elle a été transférée en 1908 avec 16 autres maisons.
Elle comprend une maison ancienne en bois, en terre et en pierres dotée d'un foyer ouvert, des latrines, une laiterie et une étable. Conçue au départ comme maison d'hôte d'une coopérative familiale, elle a été plus tard été transformée pour servir de résidence à une seule famille, témoignant ainsi des changements survenus dans le mode de vie de ses propriétaires.